# Philippe Lamberts

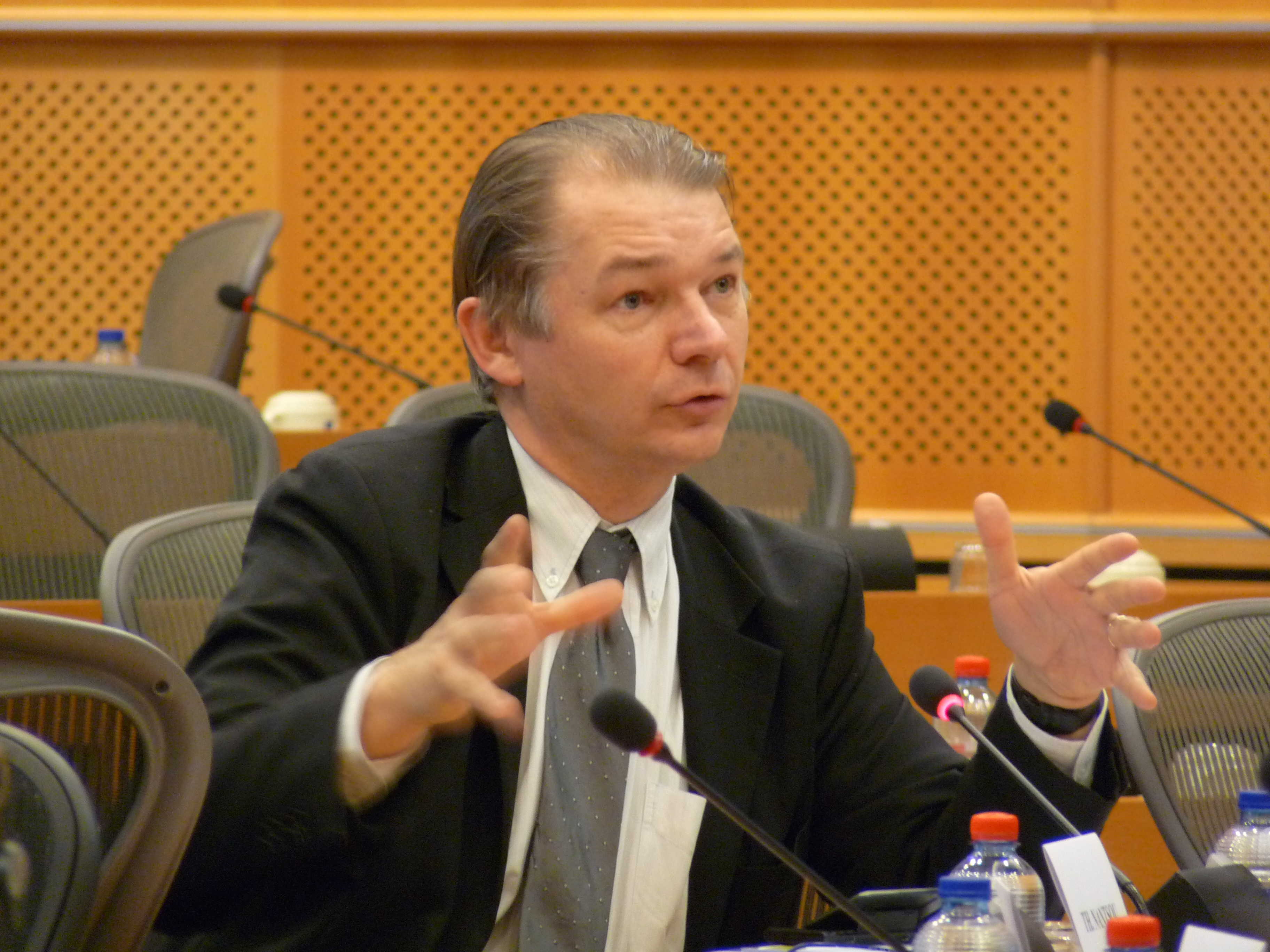
Philippe Lamberts.

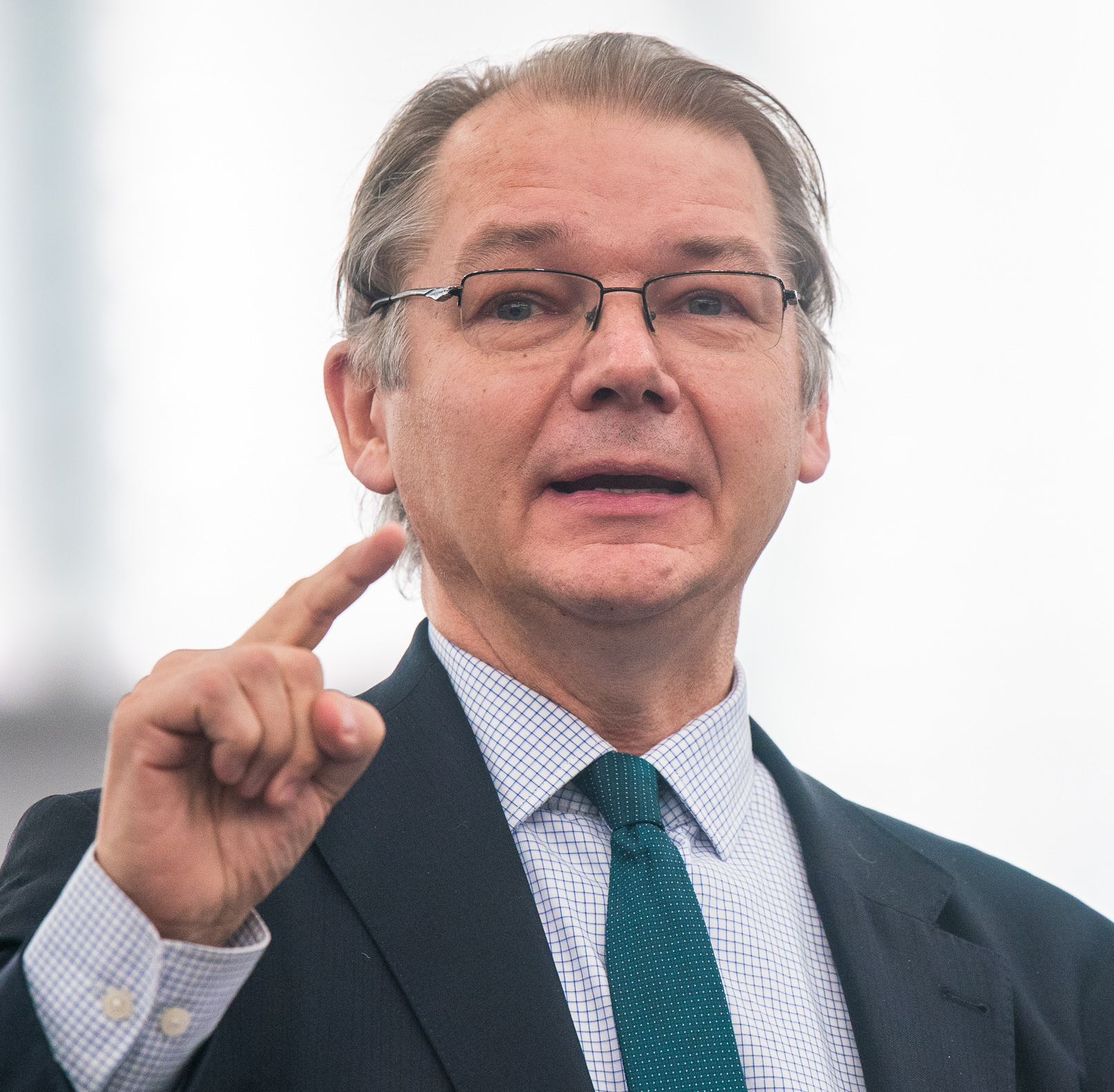

Philippe Lamberts, född 14 maj 1963 i Bryssel, Belgien, är en belgisk politiker och Europaparlamentariker. Lamberts är Europaparlamentariker för det franskspråkiga belgiska partiet Ecolo. Lamberts var i många år fram till 2012 språkrör för Europeiska gröna partiet, 2009-2012 tillsammans med Monica Frassoni. I Europaparlamentet är han ledamot i Utskottet för ekonomi och valutafrågor och Utskottet för industrifrågor, forskning och energi. Efter valet 2014 valdes Lamberts till ny gruppledare för G/EFA-gruppen efter Cohn-Bendit tillsammans med Rebecca Harms.